# 宮城県道・岩手県道189号東和薄衣線
宮城県道・岩手県道189号東和薄衣線（みやぎけんどう・いわてけんどう189ごう とうわうすぎぬせん）は、宮城県登米市東和町から岩手県一関市川崎町薄衣に至る一般県道である。

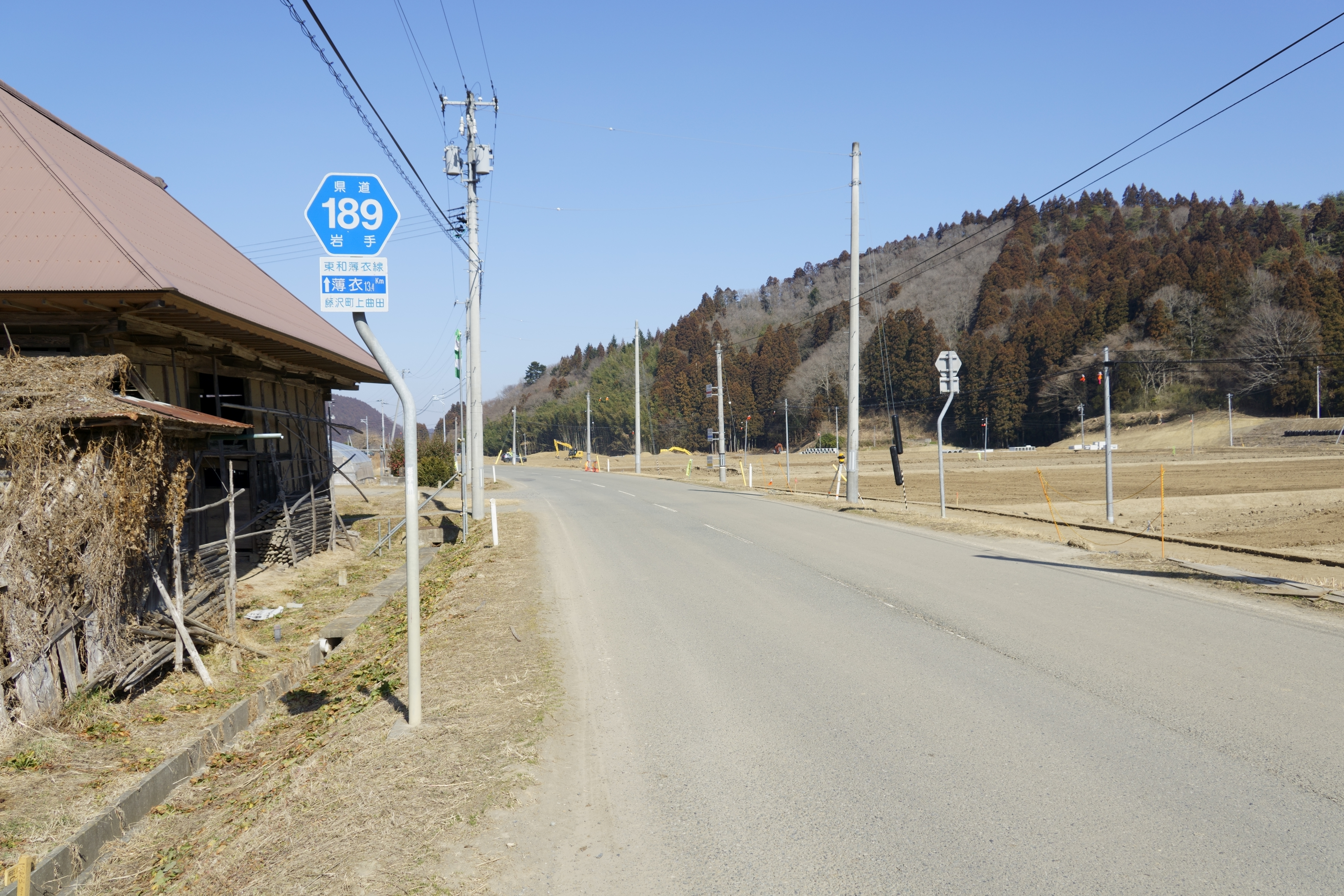
一関市藤沢町黄海字上曲田地内（2024年2月）

## 概要

### 路線データ
- 実延長：22,516.1 m
  - 宮城県側：7,410.1 m
  - 岩手県側：15,106.0 m
- 起点：登米市東和町錦織字大町（国道346号交点）
- 終点：一関市川崎町薄衣字町裏（国道284号・県道168号交点）

## 歴史
- 1968年（昭和43年）
  - 12月3日 - 宮城県側の区間（二良根西郡線）が薄衣東和線として県道に認定される[1]。
  - 12月3日 - 岩手県側の区間が薄衣東和線として県道に認定される[2]。
- 1977年（昭和52年）2月4日 - 路線名が東和薄衣線に変更される[3]。

## 地理

### 通過する自治体
- 宮城県
  - 登米市
- 岩手県
  - 一関市

### 交差する道路
- 国道346号（登米市東和町錦織字大町）
- 岩手県道21号花泉藤沢線（一関市藤沢町黄海字天沼）
- 国道284号・岩手県道168号薄衣舞川線（一関市川崎町薄衣字町裏）